# 2024年名古屋市長選挙
2024年名古屋市長選挙（2024ねんなごやしちょうせんきょ）は、日本の地方自治体である名古屋市の執行機関である名古屋市長を選出するために行われた選挙である。

## 概要
現職の河村たかし（地域政党・減税日本代表、国政政党・日本保守党共同代表）は、2024年10月1日に記者会見で、10月27日執行予定の第50回衆議院議員総選挙に日本保守党の公認候補として愛知県第1区から立候補する意思を表明し、10月9日に辞職願を提出したが、名古屋市会は10月11日、河村の辞職願について、反対多数で同意しなかった。
河村は10月15日、総選挙に立候補を届け出。公職選挙法第90条の規定により名古屋市長を退職（自動失職）したため、任期満了まで務めた場合より約5ヶ月早く市長選挙が実施されることとなった。

## 選挙データ
- 選挙事由：河村たかしの第50回衆議院議員総選挙への立候補に伴う退職（自動失職）による。
- 告示日：2024年11月10日
- 執行日：2024年11月24日[5]

## 争点
- 河村の看板政策だった市民税の減税や名古屋城天守閣の木造復元計画の継続の是非[6][7]

### 各候補者の主張
名古屋テレビ放送（メ～テレ）がまとめた、河村の看板政策に対する立候補者の主張は以下のとおり。
市民税の減税
- 太田：廃止
- 広沢：継続
- 水谷：廃止
- 不破：減税額を減らした上で継続
- 鈴木：継続
- 大塚：効果を検証し判断
- 尾形：廃止

名古屋城天守閣の木造復元計画
- 太田：事業は中止。現在の天守を耐震化
- 広沢：文化財として木造天守閣の復元が大前提
- 水谷：事業を取りやめ。耐震化したうえでインバウンドのための施設として活用
- 不破：時間をかけて、慎重に進めていく
- 鈴木：財源次第だが、災害に耐えられるコンクリート造りが望ましい
- 大塚：市民に現状を説明したうえで先を考える
- 尾形：木造復元は中止。現在の天守閣を耐震化

## 立候補者
1969年の市長選挙に並び過去最多タイの7人が立候補した。
届け出順、いずれも新人。
| 立候補者の写真 | 氏名                           | 年齢 | 党派   | 主な肩書                                                              |
| -------------- | ------------------------------ | ---- | ------ | --------------------------------------------------------------------- |
|                | 太田敏光 （おおた としみつ）   | 76   | 無所属 | 元会社員                                                              |
|                | 広沢一郎 （ひろさわ いちろう） | 60   | 無所属 | 日本保守党事務局次長 減税日本副代表 元名古屋市副市長 元愛知県議会議員 |
|                | 水谷昇 （みずたに のぼる）     | 61   | 無所属 | 旅行会社社長                                                          |
|                | 不破英紀 （ふわ ひでき）       | 64   | 無所属 | 元大学講師                                                            |
|                | 鈴木慶明 （すずき よしあき）   | 85   | 無所属 | 元自治大学校教授 元自治省職員 元愛知県職員                            |
|                | 大塚耕平 （おおつか こうへい） | 65   | 無所属 | 前参議院議員 元日本銀行行員 大学客員教授                              |
|                | 尾形慶子 （おがた けいこ）     | 67   | 無所属 | 緑の党グリーンズジャパン東海本部共同代表 元通訳                       |

### 立候補を断念した人物
- 西田礼孝 - 政治団体「学生党」代表
  - 2023年5月、立候補を表明したが、2024年10月31日までに、選挙の日程が早まったことで供託金の用意が間に合わず、選挙を戦う準備が整わないため立候補を断念すると判明[11]。
- 近藤諒 - ラッパー、レコーディングエンジニア
  - 2024年11月5日、立候補を表明したが、告示日に立候補を届け出なかった。
- 横井利明 - 名古屋市会議員（自由民主党・南区選挙区）
  - 党市議団が立候補を要請したが、政治資金問題などによる党勢を考慮し党本部の意向に従い断念。

## 党派の動き
名古屋市会の勢力順。
- 自由民主党は名古屋市会の市議団が市会議員の横井利明を擁立する方針だったが、党本部の意向で独自候補の擁立を断念し[12]、大塚耕平の推薦を決定[13]。
- 立憲民主党・国民民主党・公明党は大塚の推薦を決定[14]。
- 河村たかしが代表を務める地域政党・減税日本と、河村が共同代表を務める国政政党・日本保守党は河村の後継候補の広沢一郎の推薦を決定[15]。
- 日本共産党は尾形慶子の推薦を決定。尾形が推薦を求めた社会民主党は、どの候補も推薦しない方針を決定[15]。

## タイムライン
2023年
- 4月27日 - 参議院議員（愛知県選挙区選出）の大塚耕平が立候補を表明[16]。
- 5月12日 - 政治団体「学生党」代表の西田礼孝が立候補を表明[17]。

2024年
- 4月30日 - 大塚が国民民主党を離党[18]。
- 10月1日 - 河村たかしが記者会見で、市長を辞職し総選挙に立候補すると表明[19]。市長選挙には自身の後継として、元副市長・元愛知県議会議員の広沢一郎を擁立する意向を示した。
- 10月4日 - 名古屋市会の自由民主党会派は、前回の市長選挙に立候補した市会議員（南区選挙区選出）の横井利明に立候補を要請[20]。
- 10月7日 - 市会の各会派の団長・幹事長会議で河村は「10月11日付で市長の職を辞する。10月9日に辞職願を提出する」としたが、批判を受け、自動失職まで市長を続けると方針を転換。会議で結論は出ず、会議後に辞職日を10月14日に変更すると表明[21]。
- 10月9日 - 河村が10月14日に辞職したい旨の辞職願を市会議長に提出[22][23]。
- 10月11日
  - 政治団体「緑の党グリーンズジャパン」共同代表の尾形慶子が立候補を表明[24]。
  - 市会は、河村の辞職願に対し、反対多数で不同意[25]。
- 10月14日 - 自民党が横井を含め、独自候補の擁立の断念を決定[26][27]。
- 10月15日
  - 河村が総選挙に立候補し、市長を自動失職[28]。
  - 名古屋市選挙管理委員会は、投開票日を11月24日と決定[29]。
- 10月23日 - 名古屋市は、市長選挙の経費として、約4億9千万円の一般会計補正予算を専決処分[30]。
- 10月25日 - 市選挙管理委員会は、立候補予定者説明会を開催。12陣営が参加[31]。
- 10月29日 - 西田が立候補を断念する方針を明らかにした[32]。
- 11月1日 - 水谷昇が立候補を表明[33]。
- 11月5日
  - 近藤諒、鈴木慶明が立候補を表明[34]。
  - 大塚が参議院議員を辞職[35]。
  - 立憲民主党・国民民主党・公明党は大塚の推薦を決定[36]。
- 11月6日
  - 愛知県知事の大村秀章は、定例記者会見で大塚を応援すると表明[37]。
  - 太田敏光が立候補を表明[38]。
- 11月7日
  - 自民党が大塚の推薦を決定[39]。
  - 不破英紀が立候補を表明[40]。
- 11月10日 - 告示。市長選挙としては過去最多となった1969年と並ぶ7人が立候補[10]。
- 11月24日 - 投開票。

## 選挙結果
投票が締め切られた11月24日午後8時、各メディアは広沢の当選確実を伝えた。
広沢は、自民・公明・立憲・国民の与野党相乗りによる推薦と愛知県知事の大村の応援を受けた大塚に13万票以上の大差を付け初当選。
投票率は39.63%（前回比：2.49ポイント減）。

### 候補者別得票
※当日有権者数：1,872,367人 最終投票率：39.63%（前回比：-2.49pts）
| 候補者名 | 年齢 | 所属党派 | 新旧別 | 得票数    | 得票率 | 推薦・支持                                     |
| -------- | ---- | -------- | ------ | --------- | ------ | ---------------------------------------------- |
| 広沢一郎 | 60   | 無所属   | 新     | 392,519票 | 53.43% | 日本保守党・減税日本推薦                       |
| 大塚耕平 | 65   | 無所属   | 新     | 261,425票 | 35.58% | 自由民主党・公明党・立憲民主党・国民民主党推薦 |
| 尾形慶子 | 67   | 無所属   | 新     | 53,622票  | 7.30%  | 日本共産党・緑の党グリーンズジャパン推薦       |
| 水谷昇   | 61   | 無所属   | 新     | 12,492票  | 1.70%  |                                                |
| 太田敏光 | 76   | 無所属   | 新     | 8,178票   | 1.11%  |                                                |
| 鈴木慶明 | 85   | 無所属   | 新     | 3,454票   | 0.47%  |                                                |
| 不破英紀 | 64   | 無所属   | 新     | 2,973票   | 0.40%  |                                                |

| 区     | 広沢一郎 | 広沢一郎 | 大塚耕平 | 大塚耕平 | 尾形慶子 | 尾形慶子 | 水谷昇 | 水谷昇 | 太田敏光 | 太田敏光 | 鈴木慶明 | 鈴木慶明 | 不破英紀 | 不破英紀 |
| 区     | 得票     | %        | 得票     | %        | 得票     | %        | 得票   | %      | 得票     | %        | 得票     | %        | 得票     | %        |
| ------ | -------- | -------- | -------- | -------- | -------- | -------- | ------ | ------ | -------- | -------- | -------- | -------- | -------- | -------- |
| 合計   | 392,519  | 53.43%   | 261,425  | 35.58%   | 53,622   | 7.30%    | 12,492 | 1.70%  | 8,178    | 1.11%    | 3,454    | 0.47%    | 2,973    | 0.40%    |
| 千種区 | 27,742   | 49.93%   | 22,232   | 40.02%   | 3,941    | 7.09%    | 687    | 1.24%  | 559      | 1.01%    | 238      | 0.43%    | 160      | 0.29%    |
| 東区   | 15,963   | 56.68%   | 9,483    | 33.67%   | 1,682    | 5.97%    | 495    | 1.76%  | 337      | 1.20%    | 94       | 0.33%    | 108      | 0.38%    |
| 北区   | 28,867   | 55.01%   | 17,857   | 34.03%   | 4,033    | 7.69%    | 609    | 1.16%  | 572      | 1.09%    | 341      | 0.65%    | 193      | 0.37%    |
| 西区   | 27,886   | 57.53%   | 15,671   | 32.33%   | 3,026    | 6.24%    | 1,074  | 2.22%  | 454      | 0.94%    | 196      | 0.40%    | 169      | 0.35%    |
| 中村区 | 22,503   | 54.45%   | 14,361   | 34.75%   | 2,769    | 6.70%    | 693    | 1.68%  | 527      | 1.28%    | 264      | 0.64%    | 209      | 0.51%    |
| 中区   | 15,272   | 58.30%   | 8,339    | 31.83%   | 1,591    | 6.07%    | 367    | 1.40%  | 433      | 1.65%    | 100      | 0.38%    | 94       | 0.36%    |
| 昭和区 | 19,690   | 51.93%   | 14,242   | 37.56%   | 2,823    | 7.45%    | 508    | 1.34%  | 338      | 0.89%    | 162      | 0.43%    | 151      | 0.40%    |
| 瑞穂区 | 20,655   | 53.16%   | 14,119   | 36.34%   | 2,877    | 7.41%    | 553    | 1.42%  | 356      | 0.92%    | 141      | 0.36%    | 151      | 0.39%    |
| 熱田区 | 12,044   | 52.39%   | 8,022    | 34.90%   | 1,912    | 8.32%    | 298    | 1.30%  | 530      | 2.31%    | 84       | 0.37%    | 97       | 0.42%    |
| 中川区 | 33,663   | 54.99%   | 21,365   | 34.90%   | 4,275    | 6.98%    | 858    | 1.40%  | 512      | 0.84%    | 281      | 0.46%    | 268      | 0.44%    |
| 港区   | 18,970   | 52.24%   | 13,092   | 36.05%   | 2,946    | 8.11%    | 586    | 1.61%  | 298      | 0.82%    | 272      | 0.75%    | 151      | 0.42%    |
| 南区   | 20,409   | 52.08%   | 14,623   | 37.31%   | 2,952    | 7.53%    | 530    | 1.35%  | 287      | 0.73%    | 214      | 0.55%    | 173      | 0.44%    |
| 守山区 | 28,964   | 51.81%   | 20,564   | 36.78%   | 3,842    | 6.87%    | 1,020  | 1.82%  | 1,117    | 2.00%    | 218      | 0.39%    | 179      | 0.32%    |
| 緑区   | 46,145   | 53.58%   | 30,086   | 34.93%   | 6,798    | 7.89%    | 1,482  | 1.72%  | 804      | 0.93%    | 428      | 0.50%    | 379      | 0.44%    |
| 名東区 | 26,993   | 51.23%   | 19,771   | 37.52%   | 3,843    | 7.29%    | 1,197  | 2.27%  | 420      | 0.80%    | 179      | 0.34%    | 285      | 0.54%    |
| 天白区 | 26,753   | 52.17%   | 17,598   | 34.32%   | 4,312    | 8.41%    | 1,535  | 2.99%  | 634      | 1.24%    | 242      | 0.47%    | 206      | 0.40%    |

### 出口調査
中日新聞社、朝日新聞社、東海テレビ放送、CBCテレビ、名古屋テレビ放送、共同通信社が投票日に実施した合同出口調査の結果は以下の通り。
支持政党別
- 広沢は日本保守党と減税日本の支持層の約9割を獲得したほか、無党派層から59.1％の支持を集め、大塚の支援に回った各主要政党の支持層も獲得。自民の48％、大塚の出身政党である国民の56.5％、立民の46.5％が広沢へ流れた。大塚は公明の6割を固めたが、自民は42.8％、立民は44.8％、国民は37.3％、無党派層は27.7％と浸透しきれなかった。共産党推薦の尾形は共産支持層の56.4％を固めた。

世代別
- 広沢は80歳以上を除く各年代で50％以上の支持を固め、大塚を上回った。

河村市政に対する評価
- 前市長の河村たかしの市政15年間で名古屋市はよくなったかについて「とてもよくなった」が15.1％、「よくなった」が65.5％、「悪くなった」が12.2％、「とても悪くなった」が2.3％。このうち「とてもよくなった」とした人の80.2％、「よくなった」とした人の60.6％が広沢に投票。一方、「悪くなった」「とても悪くなった」と答えた人のそれぞれ約7割が大塚に投票。河村の市政を評価するとした人ほど広沢に票を投じ、大塚は反・河村票への一定の受け皿となったが、及ばなかった。